# دكسية
دِكْسِيَّة أو ذبابة ديكسيا جنس في فصيلة تاشينيات. تعد معظم اليرقات من شبيهة طفيلي الخنافس (جعليات). أنواعه منتشرة في معظم أقطار العالم.